# JJ72
JJ72 è stato un gruppo indie rock irlandese di Dublino.
La band si sciolse nell'estate del 2006 dopo undici anni di attività, come da dichiarazione in un comunicato stampa del gruppo.

## Storia del gruppo

### Nascita e primo contratto discografico
Il gruppo nasce nei tardi anni novanta con il cantante e frontman Mark Greaney e il batterista Fergal Matthews ancora ai tempi in cui entrambi frequentavano la scuola di gesuiti Belvedere College a Dublino. Greaney, che da bambino prese lezioni di musica classica per diversi anni, sin dagli inizi risulta la figura dominante: egli scrive infatti molte delle canzoni ed è lui principalmente a rispondere alle interviste.
Successivamente viene reclutata come bassista Hilary Woods, così da completare il trio. Nonostante Hilary avesse pochissima esperienza al basso, era già ballerina e attrice teatrale e la successiva elezione a Sexiest Woman in Rock da parte di Melody Maker, il primo periodico britannico di musica nella storia, ha contribuito a giocare a favore dell'immagine pubblica della band.
Il gruppo comincia così a suonare e farsi conoscere per l'Irlanda, mentre terminati gli studi si trasferisce a Londra per poter avere accesso ad un pubblico più ampio e variegato; alle prime apparizioni di Londra assistono anche Graham Coxon (Blur), James Dean Bradfield (Manic Street Preachers) e Ian Brodie (Lightning Seeds). I JJ72 pubblicano poi un demo della canzone October Swimmer (la canzone che sarà uno dei loro maggiori successi) e riescono infine a firmare un contratto discografico con la Lakota Records (Sony).

### Il primo album e il successo internazionale
L'album di debutto omonimo, JJ72, esce nell'autunno del 2000 ed è un successo sia commerciale, sia della critica. In Irlanda e nel Regno Unito vengono vendute più di 500 000 copie, mentre in Europa, Stati Uniti e Giappone partono tour promozionali. Nel 2001 i JJ72 partecipano come band di supporto al tour degli U2 e successivamente a quello dei Manic Street Preachers.
I singoli estratti sono Snow, October Swimmer, Long Way South, Oxygen e Algeria. Le melodie semplici e le sonorità piuttosto uniformi che caratterizzano questo primo album sembrano essere proprio il punto forte delle canzoni: i singoli entrano tutti nelle classifiche irlandesi e britanniche, sarà però Snow che riuscirà ad entrare nella top 30 dei singoli più venduti.
October Swimmer compare inoltre nella colonna sonora del film tedesco Wie Feuer und Flamme.
Le influenze di questo primo lavoro sono, a detta del gruppo, da ricercarsi soprattutto in Ian Curtis dei Joy Division, da sempre preso a modello, oltre agli Smashing Pumpkins, i Suede, i Placebo e i Manic Street Preachers, verso i quali si orientano le canzoni più pop del gruppo.

### I to Sky: il secondo album
Il secondo album, I To Sky, esce ad ottobre 2002 ed entra nella top 5 delle classifiche irlandesi e nella top 20 delle classifiche britanniche. L'album viene prodotto da Flood e mixato da Alan Moulder.
Rispetto al precedente, I to Sky presenta sonorità più variegate, frutto dell'esperienza accumulata durante gli anni del debutto; ne risulta per certi lati un disco più tranquillo, per altri invece più duro e dai suoni più marcati.
Un'altra particolarità di questo album è il ruolo importante della simbologia religiosa. Assieme alle allusioni presenti nei testi, troviamo anche nell'artwork del disco diversi riferimenti e simboli cristiani vicino ad ogni titolo. Greaney ha tuttavia dichiarato che il gruppo non si considera religioso in senso stretto. Si tratta a suo dire di una certa sensazione che si può raggiungere o esprimere attraverso un simbolo o un rito religioso, qualcosa di paragonabile a ciò che si può raggiungere attraverso la musica.
I singoli estratti da questo secondo album sono Formulae e Always and Forever. Nonostante i singoli vengano ben accolti anche dalla critica, quest'ultima si dimostra tuttavia più severa nei confronti dell'album, che spesso viene giudicato non all'altezza delle capacità musicali del gruppo. Le canzoni entrano comunque nella top 40 dei singoli più venduti in Irlanda e Gran Bretagna e sono ben accolti dal pubblico. Rispetto al precedente, le vendite di I to Sky sono nettamente più basse, tuttavia l'album riesce ad entrare nella top 5 degli album più venduti in Irlanda e nella top 10 in Gran Bretagna.

### Cambiamenti nella formazione
A marzo 2003 la bassista Hilary Woods lascia il gruppo per seguire altre strade, mentre Greaney e Matthews reclutano la canadese Sarah Fox come sostituta.
Dopo due anni di silenzio, a maggio 2005 il gruppo parte per un tour e viene pubblicato il singolo She's gone in versione vinile.
A seguire ad agosto 2005 esce il singolo Coming Home e raggiunge la posizione 52 nella classifica dei singoli britannica.
A settembre dello stesso anno parte un altro mini tour, durante il quale Mark Greaney esprime la propria perplessità e irritazione riguardo voci sull'uscita del successivo album. L'album, a detta del gruppo già ultimato, sarebbe dovuto uscire nel 2005, nonostante le numerose dispute con l'etichetta discografica Lakota Records e Columbia Records/Sony. La Columbia Records decide infine di non pubblicare il terzo album, a seguito del modesto piazzamento del secondo singolo nelle classifiche britanniche.

### Scioglimento del gruppo
Il 22 giugno 2006 i JJ72 rilasciano un comunicato stampa in cui annunciano lo scioglimento del gruppo dopo undici anni.
Nel comunicato stampa si allude ai diverbi con la casa discografica come ragione principale dello scioglimento.

### Progetti solisti
Mark Greaney dopo lo scioglimento dei JJ72 nel 2007 ha fondato con il bassista Gavin Fox la band "Concerto for Constantine" e nel 2008 hanno aperto i concerti degli Smashing Pumpkins a Dublino e a Belfast. 
È preside della "British and Irish Modern Music Institute", e recentemente ha dichiarato di aver scritto nuovi brani e di trovarsi negli studi di registrazione al lavoro per un nuovo progetto.
Sarah Fox suona invece come bassista nel gruppo Lluther.
Fergal Matthews a parte qualche live come batterista per i Blodhevn, band norvegese, sembra aver accantonato la musica per dedicarsi al lavoro di boscaiolo,con la sua ditta "Fergal Matthews Tree Services" taglia e cura alberi in Irlanda e in Norvegia, e opera soprattutto in situazioni pericolose, nella sua pagina Facebook alcuni video riprendono le sue acrobazie.
Hillary Woods ha interrotto il lungo oblio che ha fatto seguito all’abbandono dei JJ72, con il progetto "The River Cry", progetto che ha ottenuto un successo piuttosto modesto ma che ha ricevuto le lodi di alcuni critici musicali tanto da invogliarla a continuare.
Seguono due EP molto apprezzati (Night del 2014 e Heartbox del 2016) che hanno attirato l'attenzione dell'etichetta Sacred Bones, che nel 2018 le pubblica "Colt" il suo primo vero e proprio album solista,totalmente scritto, suonato, prodotto e registrato da lei, dai suoni cupi ed eterei, dark e new wave, molto apprezzato dalla critica.

## Formazione
- Mark Greaney - voce principale, chitarra
- Fergal Matthews - batteria
- Sarah Fox - basso

### Ex componenti
- Hilary Woods - basso

## Curiosità
- Una particolarità dei JJ72 è la voce androgina del cantante, che non permette agli orecchi meno esperti di distinguerla da una voce femminile.

## Discografia

### Album
- 2000 - JJ72
- 2002 - I To Sky

### Singoli
- 1999 - Pillows (reintitolato successivamente Oxygen)
- 1999 - October Swimmer
- 2000 - Snow
- 2000 - Long Way South
- 2000 - Oxygen
- 2000 - October Swimmer
- 2001 - Snow
- 2002 - Formulae
- 2003 - Always and Forever
- 2005 - She's Gone
- 2005 - Coming Home